# Глевиц
Глевиц (њем. Glewitz) општина је у њемачкој савезној држави Мекленбург-Западна Померанија. Једно је од 64 општинска средишта округа Нордфорпомерн. Према процјени из 2010. у општини је живјело 601 становника. Посједује регионалну шифру (AGS) 13057030.

## Географски и демографски подаци
Глевиц се налази у савезној држави Мекленбург-Западна Померанија у округу Нордфорпомерн. Општина се налази на надморској висини од 7 метара. Површина општине износи 42,0 km². У самом мјесту је, према процјени из 2010. године, живјело 601 становника. Просјечна густина становништва износи 14 становника/km².